# Шиследер, Матиас
Матиас Шиследер (нем. Matthias Schießleder; 23 сентября 1936, Эссен, Рейнская провинция — 13 марта 2024) — западно-германский дзюдоист, 5-кратный чемпион ФРГ (1955—1961), чемпион (1960, Амстердам) и бронзовый призёр (1959, Вена) чемпионатов Европы, серебряный призёр чемпионата Европы 1963 года в командном зачёте, участник летних Олимпийских игр 1964 года в Токио. Выступал в лёгкой (до 68 кг) весовой категории.
На Олимпиаде на групповой стадии немец уступил австрийцу Карлу Райзингеру, американцу Полу Маруяме и выбыл из борьбы за медали, заняв 19-е место в итоговом протоколе. Схватка Шиследера с Райзингером была первой схваткой по дзюдо на Олимпийских играх.
Шиследер работал полицейским. Обладатель 9-го дана. После ухода из большого спорта он стал спортивным функционером, возглавлял спортивные колледжи в Эссене и Северной Рейн-Вестфалии. Почётный член правления Федерации дзюдо Германии.
Умер 13 марта 2024 года в возрасте 87 лет.